# 重松弘教
重松 弘教（しげまつ ひろのり、1968年10月23日-  ）は、日本の警察官僚。警察庁長官官房総括審議官。

## 来歴
佐賀県江北町出身。青雲中学校・高校を経て、早稲田大学政治経済学部を卒業後、1993年 (平成5年)、警察庁に入庁。
刑事畑が長く、入庁後、京都府警察本部刑事部捜査第二課長、千葉県警察本部刑事部捜査第二課長、警視庁刑事部捜査第二課長、警察庁刑事局捜査第二課長などを歴任。
2018年9月14日、青森県警察本部長に就任。在任中、生活安全部に少年女性安全課を新設することなどに取り組んだ。
その後、警察庁刑事局刑事企画課長、警察庁長官官房会計課長、警視庁刑事部長を歴任。
2024年8月27日、警察庁長官官房総括審議官兼警備局付に就任。

## 略歴
- 1993年4月- 警察庁入庁[1][2][11]
- 1996年3月- 神奈川県警察本部刑事部捜査第一課課長代理(強行犯担当)[15][16]
- 1997年8月- 京都府警察本部刑事部捜査第二課長[15][16]
- 1999年7月- 警察庁刑事局捜査第二課課長補佐[17]
- 2003年9月- 千葉県警察本部刑事部捜査第二課長[18]
- 2004年8月- 警視庁刑事部特殊金融犯罪対策官兼生活安全部理事官[19]
- 2005年1月- 警視庁刑事部捜査第二課理事官[20]
- 2009年1月- 警察庁刑事局捜査第二課理事官[1]
- 2011年9月- 警察庁長官官房総務課政策企画官兼刑事局付[1]
- 2013年8月- 警視庁刑事部捜査第二課長[21]
- 2015年9月- 警察庁長官官房総務課広報室長 (任警視長)[22][23]
- 2016年11月- 警察庁刑事局捜査第二課長[24][25]
- 2018年9月- 青森県警察本部長[12][13]
- 2019年8月- 警察庁刑事局刑事企画課長[26][27] [注釈 1]
- 2021年10月- 警察庁長官官房会計課長[29][30]
- 2022年10月- 警視庁刑事部長[31][32]
- 2024年8月- 警察庁長官官房総括審議官兼警備局付[3][4][5]